# Abilds kyrka
Abilds kyrka är en kyrkobyggnad belägen 18 km öster om centralorten i Falkenbergs kommun. Kyrkan tillhör sedan 2010 Susedalens församling (tidigare Abilds församling) i Göteborgs stift.

## Kyrkans historia
Kyrkan äldsta delar är från 1100- eller 1200-talet. Den skall tidigare ha kallats Sankt Johannes kyrka efter Johannes döparen. 

### 1300-talet
Från 1300-talet är Sankt Johannes kyrkas historia sammanlänkad med godset Hjuleberg. I slutet av 1200-talet börjar Hjulebergs kända historia och på 1300-talet ägdes egendomen av bland annat de danska kungaättlingarna greve Nils och greve Jakob. I slutet av århundradet blev ätten Thott ägare till egendomen i 250 år. Bland medlemmarna fanns åtskilliga riksråd och stormän i det dåvarande Danmark.

### 1400-talet
På 1400-talet härjades och brändes Hjuleberg och bygden åtminstone tre gånger, men kyrkan verka att ha skonats. År 1446 stod Åge Axelsson Thott, som då ägde Hjuleberg, inför Viske häradsrätt anklagad för våld och orättvisa mot folket bygden, framför allt mot en viss Nils Belye. Detta är första gången Abilds kyrka nämns i skrift.

### 1500- och 1600-talet
Kyrkklockan är daterad till 1558 och enligt inskriptionen lät Olaus Thott gjuta den med sockenmännens hjälp. Från 1500-talet är troligen också det murade gravkor, som finns under kyrkans kor. Där skall ett tiotal av ätten Thott ha fått sitt sista vilorum. En vapensköld från den här tiden, ett så kallat begravningsvapen, hängde tidigare i kyrkan men förvaras nu på Hjuleberg.  Ätten Lilliehöök på det närbelägna godset Hjuleberg hade patronatsrätt över kyrkan från 1658 till 1927.

## Dagens kyrkobyggnad
Åren 1665-1675 utvidgades kyrkan åt öster och blev därmed dubbelt så stor. Vid norra sidan uppfördes då en byggnadsdel med gravkor i undervåningen och herrskapsbänk på övervåningen. Kyrktornet av trä tillkom troligen på 1600-talet och försågs med tornur på 1700-talet. Vid en renovering 1927 byggdes gravkoret om till sakristia. En invändig renovering genomfördes 1998 då bänkar och väggar målades och golvet slipades.
I kyrkan finns Thottska gravkammaren och Lilliehöökska gravkoret där medlemmar av ätterna Thott och Lilliehöök finns begravda.

## Takmålningar
Takmålningarna, liksom målningen av flera inventarier, är utförda 1767 av Johan Adolf Spaak. De tillkom på privat initiativ och bekostades av Hans Adolph Lilliehöök som vid den tiden var kyrkans patronus. Det är anledningen till att målningarna nästan uteslutande är av dekorativ karaktär, utan de vanliga bibliska motiven. Arbetet är utfört i rokokostil med kraftiga akantusblad. Vid en renovering på 1880-talet byttes en stor del av takbrädorna ut. Dessutom målades taket över inte mindre än sex gånger. Genom en restaurering 1927 togs målningarna i långhusets östra gavelparti fram och  1952 resten av befintlig målning i koret och långhuset. Restaureringen utfördes av Thorbjörn Engblad, som även rekonstruerade de genom utbyte av bräder förlorade partierna, vilka markerats med en ram och daterats 1952. 

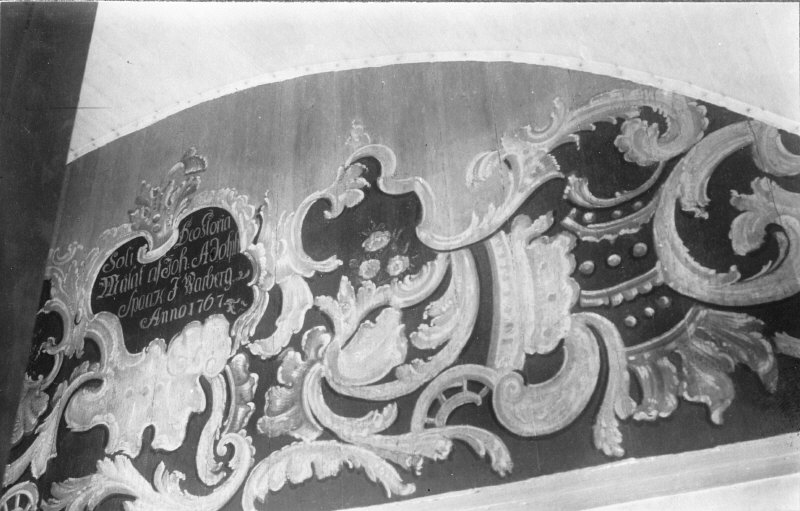
Del av takmålningen.

## Inventarier
Större delen av kyrkans inventarier är från 1600-talet.
- Predikstolen är snidad i ek, utförd i renässansstil på tidigt 1600-tal och bemålad 1767 av Johan Adolf Spaak.
- Även altartavlan och läktarbröstningen är målade av Spaak vid samma tid.
- Altaruppsatsen, samtida med predikstolen, är snidad i ek.
- Predikstolskläde med tetragrammet JHWH.
- Dopfunt från 1953, huggen i gnejs i medeltida stil av konstnären Erik Nilsson, Harplinge. Tillhörande dopfat av mässing är från 1636.
- Ett krucifix med aposteln Johannes och jungfru Maria, troligen från 1700-talet, hänger på nordväggen.
- En ljuskrona och ett par malmljusstakar är från 1600-talet.
- Ett epitafium från 1600-talet över landshövdingen Bengt Christoffersson Lilliehöök hänger på den södra väggen.
- Ett votivskepp från 1886.
- I tornet hänger endast en klocka. Den är gjuten 1558 och har inskription.

### Orgel
- 1759 skänktes en orgel till kyrkan med 7 stämmor av ryttmästaren Lilliehök.[2]
- 1853 byggdes en orgel med 4 stämmor av Johan Niklas Söderling, Göteborg.
- Verket från 1927 och är tillverkat av M. J. och H. Lindegrens Orgelbyggeri, Göteborg. Fasaden är från 1853 år orgel. Det har nio stämmor fördelade på två manualer och pedal.[3] Orgeln är pneumatisk och har fasta kombinationer.

| Huvudverk I       | Svällverk II      | Pedal      | Koppel |
| Borduna 16´       | Rörflöjt 8´       | Subbas 16´ | I/P    |
| Principal 8´      | Salicional 8'     |            | II/P   |
| Flöjt harmonik 8' | Saicional 8'      |            | II/I   |
| Oktava 4'         | Crescendosvällare |            |        |
| Oktava 2'         |                   |            |        |